# Павликівка (місцевість)
Павликівка — історична місцевість Житомира, колишнє передмістя.

## Розташування
Павликівка розташована у Богунському адміністративному районі Житомира, на південний захід від центральної частини міста, неподалік місця впадіння річки Кам'янки у Тетерів. Таким чином, Павликівку оточують річки Тетерів (з півдня) та Кам'янка (зі сходу та північного сходу).
До Павликівки також прилучаються наступні місцевості: з півночі — Закам'янка, із заходу — Корбутівка.

## Історичні відомості
Павликівка — колишнє передмістя, що з початку ХХ ст. перебуває у складі Житомира. Назва місцевості є похідною від прізвища одного із перших мешканців та забудовника цих земель — лікаря Каспера Павликовського. Родина Павликовських прожила у цій місцині понад 120 років, аж до більшовицького перевороту.
За даними перепису населення 1897 року у передмісті Павликівці мешкали 3187 осіб.
Тривалий час місцевість являла собою систему багаточисленних хуторів з хаотичною забудовою, сформованою упродовж XIX сторіччя. Станом на початок ХХ століття на Павликівці існувала система Безназваних провулків — хаотичних і заплутаних.
На плані Житомира 1915 року, Павликівка — один зі значних районів тодішнього міста, оточений зі сходу річкою Кам'янкою, із заходу — хутором Щенявського, з північного заходу — Павликівським кладовищем, де здійснювались захоронення православних, римо-католиків, євреїв та мусульман (сучасний район вулиці Зв'язківців, територія заводу «Агромаш» та професійного ліцею сфери послуг). Також на мапі показаний острівець південніше Павликівки, що був оточений розгалуженими руслами Тетерева та виконував функцію відпочинкової зони з пляжем аж до створення Гідропарку на Корбутівці, після чого острівець став занедбаним, а північне русло Тетерева зазнало замулення і острівець зник з мап міста.
Наприкінці 1970-х років на Павликівці розпочався процес улаштування парку з Монументом Слави. Таким чином зник хутір Сабатіна, що розташовувався на пагорбі, де наразі знаходяться Монумент Слави і парк довкола монументу.
З часом назва місцевості «Павликівка» стає все менш уживаною, поступаючись назві «Корбутівка». Таким чином, у наш час містянами доволі часто вживається назва Корбутівка для усієї місцевості, розташованої західніше річки Кам'янки, у тому числі для території історичної Павликівки.

## Сучасність

### Транспортне забезпечення
Місцевість Павликівка перетинає зі сходу на захід Чуднівська вулиця, яка є складовою автошляху Н-03 (Житомир — Чернівці). По вулиці Чуднівській здійснює рух міський, приміський та міжміський громадський транспорт. На Павликівці знаходиться зупинка міського громадського транспорту «Монумент Слави».

### Об'єкти інфраструктури

#### Навчальні та виховні заклади
- Житомирський базовий фармацевтичний коледж;
- Житомирський комерційний технікум;
- Загальноосвітня школа № 32.

Заклади культури:
- Польський Дім.

#### Підприємства, установи та організації
- Комунальне підприємство «Міськсвітло».

#### Рекреаційні зони та пам'ятки
- Монумент Слави.